# Titan II GLV
«Titan II GLV» — американська ракета-носій, створена на базі міжконтинентальної балістичної ракети «Титан-2» для запуску космічних кораблів за програмою «Джеміні» (GLV — від англ. Gemini Launch Vehicle, ракета-носій для «Джеміні»). З 1964 по 1966 роки вивела в космос два безпілотних і десять пілотованих кораблів.

## Технічні характеристики
«Titan II GLV» — двоступенева рідинна ракета, що призначалася для пілотованих польотів. На першому ступені мала два двигуни LR87, на другому — один двигун LR91. Компоненти палива для обох типів двигунів — аерозин і тетраоксид діазота.
Ракета проектувалася під програму «Джеміні», у зв'язку з чим відрізнялася від базової конструкції. До складу носія була включена система діагностики, покращена система парирування відмов. Були встановлені дублюючі системи, в тому числі запасна система керування польотом, що підняло надійність комплексу. Другий ступінь був допрацьований для розміщення корабля «Джеміні», а рульові двигуни і гальмівна рушійна установка зняті. Радіокерування замінили на автономну систему, зміни торкнулися також телеметричних, електричних і гідравлічних систем. Контроль допрацювання здійснювало командування ВПС США.